# Сдача (торговля)
Сдача — возвращаемая клиенту разница между суммой, фактически переданной лицу, осуществляющему расчётно-кассовые операции, и стоимостью товара или услуги.
Типовые правила наличных расчётов с использованием кассовых аппаратов предусматривают, что после получения от покупателя (клиента) денежных средств кассир печатает чек, называет сумму причитающейся покупателю (клиенту) сдачи и выдаёт сдачу покупателю (одновременно бумажные купюры и разменные монеты).

## Юридическая природа сдачи
С точки зрения гражданского права, по мнению правоведа В. А. Белова, сдача представляет собой возвращаемую продавцом неосновательно полученную денежную сумму (в российском гражданском праве — гл. 60 ГК РФ). Из этого следует, что задержка с передачей сдачи на срок более одного дня влечёт начисление предусмотренных законодательством процентов на её сумму.

## Бремя изыскания сдачи
По общему правилу, бремя изыскания сдачи лежит на продавце, если он осуществляет продажу товаров или оказание услуг на условиях публичной оферты. Нельзя требовать от покупателя оплаты «без сдачи», самостоятельного размена денег, а также передавать ему в виде сдачи не деньги, а какие-либо мелкие товары. Последнее рассматривается как навязывание покупателю заключения договора купли-продажи этих товаров, а не сдача.
Если оплата представляет собой исполнение покупателем обязательства, которое вытекает из договора, который заключён до такой оплаты, отказ в принятии денежных средств, который обосновывается отсутствием сдачи, рассматривается как кредиторская просрочка продавца (в российском гражданском праве — ст. 406 ГК РФ).
На Филиппинах принят специальный закон, устанавливающий штрафы за непередачу покупателю точной суммы сдачи. Закон устанавливает, что предприниматели обязаны заботиться о наличии сдачи и давать её в сумме, точной или большей, чем причитается покупателю.